# Popis koptskih papa Aleksandrije
Pošto je 536.godine pravoslavna Crkva Aleksandrije povukla svoje priznanje Teodozija I. i izabrala Pavla za patrijarha, a u isto vrijeme je Koptska pravoslavna Crkva u Aleksandriji nastavila priznavati Teodozija I., došlo je do raskola nakon kojega su se trajno razdvojili i uspostavili odvojene crkve (patrijaršije), te su od tada održavali novouspostavljene rodove svojih Crkava. Miafiziti su postali Koptska pravoslavna Crkva (dio Orijentalne pravoslavne Crkve), a Kalcedonci su postali Grčka pravoslavna Crkva Aleksandrije (dio šire pravoslavne Crkve).

Slijedi popis svih koptskih pravoslavnih papa Aleksandrije koji su vodili koptsku pravoslavnu crkvu u Aleksandriji, a nasljednici su apostolskog trona sv. Marka Evanđeliste u službi biskupa aleksandrijskog koji je osnovao Crkvu u 1. stoljeću i stoga označio početak kršćanstva u Africi.
Koptska pravoslavna crkva u Aleksandriji jedna je od orijentalnih pravoslavnih crkava (ne smije se miješati s bizantskom skupinom pravoslavnih crkava), a predsjeda joj papa, patrijarh Aleksandrije, koji obnaša dužnost duhovnog vođe. Liturgijski jezik Koptske crkve je koptski jezik, a liturgija je aleksandrijskog obreda.
 Na tronu koptkog pape je od 2012. godine papa Teodor II.,  papa Aleksandrije i patrijarh cijele Afrike na Svetoj Stolici sv. Marka.

Orijentalni pravoslavni vjeruju da su oni "Jedna, sveta, katolička i apostolska" crkva drevnih kršćanskih vjera.

## VI. Stoljeće
| Redni broj                                                            | Papa/Patrijarh                                                        | Ime prije početka pontifikata latinski • grčki • arapski (mjesto rođenja) | Vrijeme pontifikata                                                   | Bilješke                                                              |
| Koptske pape i patrijarsi Aleksandrije od 536. do ožujka 2018. godine | Koptske pape i patrijarsi Aleksandrije od 536. do ožujka 2018. godine | Koptske pape i patrijarsi Aleksandrije od 536. do ožujka 2018. godine     | Koptske pape i patrijarsi Aleksandrije od 536. do ožujka 2018. godine | Koptske pape i patrijarsi Aleksandrije od 536. do ožujka 2018. godine |
| --------------------------------------------------------------------- | --------------------------------------------------------------------- | ------------------------------------------------------------------------- | --------------------------------------------------------------------- | --------------------------------------------------------------------- |
| 1.                                                                    | Teodozije I.                                                          | Theodosius • Θεοδόσιος • ثيودوسيوس (Aleksandija, Egipat)                  | 536. – 567.                                                           | prvi papa koptske aleksandrijske Crkve                                |
| 2.                                                                    | Petar IV.                                                             | Petrus • Πέτρος • بيتروس (Aleksandija, Egipat)                            | 567. – 569.                                                           | koptski papa Aleksandrije                                             |
| 3.                                                                    | Damjan                                                                | Damianus • Δαμιανό • داميانوس (Sirija)                                    | 569. – 605.                                                           | koptski papa Aleksandrije                                             |

## VII. stoljeće
| Redni broj | Papa/Patrijarh           | Ime prije početka pontifikata latinski • grčki • arapski (mjesto rođenja) | Vrijeme pontifikata | Bilješke |
| ---------- | ------------------------ | ------------------------------------------------------------------------- | ------------------- | --- |
| 4.         | Anastazije               | Anastasius • Αναστάσιος • أناستاسيوس (Aleksandija, Egipat)                | 605. – 616.         | koptski papa Aleksandrije |
| 5.         | Andronik                 | Andronikus • Ανδρόνικος • أندرونيقوس (Aleksandija, Egipat)                | 617. – 623.         | koptski papa Aleksandrije |
| 6.         | Benjamin I.              | Binyamin • Βενιαμίν • بنيامين Barshüt, protektorat Beheira, Egipat        | 623. – 662.         | koptski papa Aleksandrije. Tijekom svoga pontifikata, vojska od 4.000 Arapa, na čelu s Amr Ibn Al-Aasom, koju je poslao kalif Omer, nasljednik Muhameda i njegov punac, je 639. godine napala Egipat i porazila bizantskog cara Heraklija. Tako je završilo 200 godina bizantskog progona koptskih pravoslavnih kršćana koje je trajalo sve od vremena Koncila iz Kalcedona. U okviru koptske crkve, papa Benjamin I. se smatra najvećim papom svih vremena. |
| 7.         | Agaton                   | Agathon • Αγαθόν • أغاثون (Mariout, Aleksandija, Egipat)                  | 662. – 680.         | koptski papa Aleksandrije |
| 8.         | Ivan III. Aleksandrijski | Hanna • Χάννα • إسحق (Samanoud, Egipat)                                   | 680. – 689.         | koptski papa Aleksandrije |
| 9.         | Izak                     | Ishaac • Ισαάκ • إسحق (El-Borolos, Egipat)                                | 690. – 692.         | koptski papa Aleksandrije |
| 10.        | Simeon I.                | Simon • Σίμον • سيماؤن (Sirija)                                           | 692. – 700.         | koptski papa Aleksandrije |

## VIII. stoljeće
| Redni broj | Papa/Patrijarh | Ime prije početka pontifikata latinski • grčki • arapski (mjesto rođenja) | Vrijeme pontifikata | Bilješke |
| ---------- | -------------- | ------------------------------------------------------------------------- | ------------------- | --- |
| 11.        | Aleksandar II. | Alexander • Αλέξανδρος • آلِكسندر (Banna Abu Sir, Egipat)                  | 704. – 729.         | koptski papa Aleksandrije. Omejidski kalif Al-Valid se ograničavao samo na oporezivanje financija Kopta; također je "oporezivao" njihovu strpljivost. Javno je vrijeđao Isusa i jednom, za vrijeme procesije, čak je pljunuo u lice slike Djevice Marije. Kad su Kopti prosvjedovali kalifu radi visine poreza, odgovorio je većim oduzimanjem imovine i još višim porezima. Takvo se ponašanje nastavilo i pod Al-Validovim nasljednikom Jazidom II., koji je, ne samo vratio sve prethodne poreze, nego je naredio da se unište svi križevi i sakralne slike u crkvama. Također je naredio svim svojim potčinjenim da nose teške značke oko njihovih vratova, i da zahtijevaju od svih Kopta koji se žele baviti poslovnom djelatnošću, da moraju biti žigosani znakom lava na rukama. Svakome koga se uhvati bez žiga, trebalo je odrezati ruku. |
| 12.        | Kuzma I.       | Kosma • Κοσμά • قسما (Banna Abu Sir, Egipat)                              | 729. – 730.         | koptski papa Aleksandrije |
| 13.        | Teodor I.      | Tadros • Τάδρος • ثاؤدروس (Egipat)                                        | 730. – 742.         | koptski papa Aleksandrije |
| 14.        | Teodor II.     | Khail • Χαλίλ • خائيل (Egipat)                                            | 743. – 767.         | koptski papa Aleksandrije. Guverner Abd al-Malik ibn Marvan ibn Musa bin Nusair je dao papu Mihaela I. zarobiti i mučiti. Kad je kralj Kiriakos iz Makurije za to čuo, pobjesnio je i krenuo s vojskom od 100.000 vojnika da bi napali Egipat i oslobodili papu. Kralj i makurijanska vojska pobili su sve muslimane na koje su naišli a onda opkolili grad al-Fustat (Kairo). Kad je Abd al-Malik vidio toliku vojsku oko grada, prepao se i ponudio da pusti Papu iz zatočeništva u zamjenu za mir između njega i kralja. Papa je uspio nagovoriti kralja da prihvati mir s Abd al-Malikom, što je Kralj, na kraju, i prihvatio pa se vratio s vojskom u Makuriju. |
| 15.        | Mina I.        | Mena • Μένα • مينا (Samanoud, Egipat)                                     | 767. – 776.         | koptski papa Aleksandrije |
| 16.        | Ivan VI.       | Yoannis • Γιάννης • يوأنسر (Banna Abu Sir, Egipat)                        | 777. – 799.         | koptski papa Aleksandrije |

## IX. stoljeće
| Redni broj | Papa/Patrijarh | Ime prije početka pontifikata latinski • grčki • arapski (mjesto rođenja) | Vrijeme pontifikata | Bilješke |
| ---------- | -------------- | ------------------------------------------------------------------------- | ------------------- | --- |
| 17.        | Marko II.      | Marcus • Μάρκος • ماركوس (Aleksandija, Egipat)                            | 799. – 819.         | koptski papa Aleksandrije. Tijekom njegovog pontifikata Kopte je progonio sultan Abasidskog Kalifata, Harun el-Rašid. |
| 18.        | Jakov          | Yakobus • Γιακόμπους • ياكوبوس (Aleksandija, Egipat)                      | 819. – 830.         | koptski papa Aleksandrije. Godine 829., Kopti iz cijelog područja delte Nila su se pobunili protiv muslimanskih vlasti zbog pretjeranog oporezivanja i vjerskih progona. Ustanak se proširio na Gornji Egipat. To je bila najveća, najrasprostranjena i najopsežnija egipatska pobuna u povijesti Egipta pod Islamom. |
| 19.        | Simeon II.     | Simon • Σιμόν • سيماؤن (Aleksandija, Egipat)                              | 830.                | koptski papa Aleksandrije |
| 20.        | Josip          | Youssef • Γιούσεφ • يوساب (Menouf, Egipat)                                | 831. – 849.         | koptski papa Aleksandrije. Godine 831. Al-Ma'mun, kalif Abasidskog Kalifata zatražio je od Pape da smiri pobunjenike. Papa je pozvao na smirenost i posluh prema tlačitelju. Svi su ga poslušali, osim naroda Bašmur na najsjevernijem dijelu delte Nila, koji su odbili poslušati savjet. Konačno je Al-Ma'mun morao dovesti veliku vojsku sa slonovima iz Turske kako bi osvojio bašmuriance. Bez pomoći Gornjeg Egipta, pobuna bašmurijanaca završila je porazom, krvoprolićem i masovnim uništenjem u šipražju Donjeg Egipta. Sva preživjela populacija tog područja silom je protjerana u Siriju. |
| 21.        | Mihovil II.    | Khail • Χαλίλ • خائيل (Egipat)                                            | 849. – 851.         | koptski papa Aleksandrije. U 882. guverner Egipata, Ahmad ibn Tulun je natjerao papu da plati visoke doprinose, prisiljavajući ga da proda crkvu i neke prateće objekte lokalnoj židovskoj zajednici. Nekada se vjerovalo da je ti objekti kasnije postali mjesto Kairske Genize (genizah od hebrejskog za skrovište). |
| 22.        | Kuzma II.      | Kosma • Κοσμά • قسما (Samanoud, Egipat)                                   | 851. – 858.         | koptski papa Aleksandrije |
| 23.        | Šenuda I.      | Shenoudus • Σενούδου • سانوتيوس (Samanoud, Egipat)                        | 859. – 880.         | koptski papa Aleksandrije |

## X. stoljeće
| Redni broj | Papa/Patrijarh | Ime prije početka pontifikata latinski • grčki • arapski (mjesto rođenja) | Vrijeme pontifikata | Bilješke |
| ---------- | -------------- | ------------------------------------------------------------------------- | ------------------- | --- |
| 24.        | Mihovil III.   | Khail • Χαλίλ • خائيل (Egipat)                                            | 880. – 907.         | koptski papa Aleksandrije |
| 25.        | Gabriel I.     | Gabriel • Γαβριήλ • غبريال (Shibin El Kom, Egipat)                        | 909. – 920.         | koptski papa Aleksandrije |
| 26.        | Kuzma III.     | Kosma • Κοσμά • قسما Egipat                                               | 920. – 932.         | koptski papa Aleksandrije |
| 27.        | Makarije I.    | Macarius • Μακάριος • مكاريوس (Aleksandrija, Egipat)                      | 932. – 952.         | koptski papa Aleksandrije |
| 28.        | Teofil II.     | Theophilus • Θεόφιλος • ثيوفيلوس (Aleksandrija, Egipat)                   | 952. – 956.         | koptski papa Aleksandrije |
| 29.        | Mina II.       | Mena • Μένα • مينا Sandela, Egipat                                        | 956. – 974.         | koptski papa Aleksandrije |
| 30.        | Abraham        | Abraam • Αβραάμ • أبرآم بن زرعة (Sirija)                                  | 975. – 978.         | koptski papa Aleksandrije. Al-Mu'iz, kalif Fatimidskog Kalifata, izazvao je papu Abrahama riječima: "ako imate onoliko vjere koliko je zrno gorušice, reći ćete ovoj planini:" Pomakni se odavde do tamo "i pomaknut će se" (Matej 17,20, Marko 11:23). Nakon 3 dana molitve i posta, papa je sa sv. Simonom Tanerom premjestio planinu Mokatam istočno od Kaira. Priča o tom čudu može se naći u povijesti aleksandrijskih patrijarha koju je napisao povjesničar Severus Ibn al-Mugafa. |
| 31.        | Filotej        | Philotheus • Φιλόθεος • غبريال (Egipat)                                   | 979. – 1003.        | koptski papa Aleksandrije |

## XI. stoljeće
| Redni broj | Papa/Patrijarh | Ime prije početka pontifikata latinski • grčki • arapski (mjesto rođenja) | Vrijeme pontifikata | Bilješke |
| ---------- | -------------- | ------------------------------------------------------------------------- | ------------------- | --- |
| 32.        | Zaharije       | Zechariah • Ζαχαρίας • زخارياس (Aleksandrija, Egipat)                     | 1004. – 1032.       | koptski papa Aleksandrije. Tijekom svoga pontifikata, kalif Al-Hakim je devet godina progonio Kopte. Srušeno je više od 30.000 crkava, uključujući spaljivanje Crkve svetog Groba u Jeruzalemu. Al-Hakim je uhvatio papu, razmazao mu odjeću s krvlju zaklane ovce i bacio ga gladnim lavovima, ali se desilo čudo, nijedan lav ga nije dirnuo. Kalif nije mogao vjerovati svojim očima i naložio je da se papi dopusti da obnovi oštećene, i da ponovno izgradi one uništene crkve. |
| 33.        | Šenuda II.     | Shenoudus • Σενούδου • سانوتيوس (Minya El Qamh, Egipat)                   | 1032. – 1046.       | koptski papa Aleksandrije |
| 34.        | Kristodol      | Khristodoulus • Χριστοδούλου • خرستوذولس Manzala, Egipat                  | 1046. – 1077.       | koptski papa Aleksandrije. Godine 1047. je sjedište koptskog pravoslavnog pape premješteno iz Aleksandrije u Kairo. |
| 35.        | Ćiril II.      | Guirguis • Κύριλλος • كيرلس (Egipat)                                      | 1078. – 1092.       | koptski papa Aleksandrije |
| 36.        | Mihovil IV.    | Mikhail • Μιχαήλ • ميخائيل (Sakha, Egipat)                                | 1092. – 1102.       | koptski papa Aleksandrije |

## XII. stoljeće
| Redni broj | Papa/Patrijarh | Ime prije početka pontifikata latinski • grčki • arapski (mjesto rođenja) | Vrijeme pontifikata | Bilješke                  |
| ---------- | -------------- | ------------------------------------------------------------------------- | ------------------- | ------------------------- |
| 37.        | Makarije II.   | Egipat                                                                    | 1102. – 1128.       | koptski papa Aleksandrije |
| 38.        | Gabrijel II.   | Gabriel • Γαβριήλ • غبريال (Egipat)                                       | 1131. – 1145.       | koptski papa Aleksandrije |
| 39.        | Mihovil V.     | Mikhail • Μιχαήλ • ميخائيل (Daqadus, Egipat)                              | 1145. – 1146.       | koptski papa Aleksandrije |
| 40.        | Ivan V.        | Yoannis • Γιάννης • يوأنسر (Egipat)                                       | 1147. – 1166.       | koptski papa Aleksandrije |
| 41.        | Marko III.     | Marcus • Μάρκος • ماركوس (Aleksandrija, Egipat)                           | 1166. – 1189.       | koptski papa Aleksandrije |

## XIII. stoljeće
| Redni broj | Papa/Patrijarh | Ime prije početka pontifikata latinski • grčki • arapski (mjesto rođenja) | Vrijeme pontifikata         | Bilješke |
| ---------- | -------------- | ------------------------------------------------------------------------- | --------------------------- | --- |
| 42.        | Ivan VI.       | Yoannis • Γιάννης • يوأنسر (Egipat)                                       | 1189. – 1216.               | koptski papa Aleksandrije. Nakon njegovog odlaska Apostolski tron je ostao upražnjen sljedećih 19 godina, što je najduži period u povjesti Koptske pravoslavne Crkve. |
| 43.        | Ćiril III.     | Daoud • Νταούντ • كيرلس (Falijum, Egipat)                                 | 1235. – 1243.               | koptski papa Aleksandrije. Nakon njegovog odlaska, Apostolski prijestol je ostao upražnjen sedam godina i sedam mjeseci zbog intenzivnog progona koji nije dopustio Koptima da izaberu nasljednika. |
| 44.        | Atanazije III. | Anastasius • Αναστάσιος • أناستاسيوس (Egipat)                             | 1250. – 1261.               | koptski papa Aleksandrije |
| 45.        | Gabrijel III.  | Gabriel • Γαβριήλ • غبريال (Egipat)                                       | 1268. – 1271.               | koptski papa Aleksandrije |
| 46.        | Ivan VII.      | Youhanna • Ηγάννα • يوحنا (Kairo, Egipat)                                 | 1262. – 1269. 1271. – 1293. | koptski papa Aleksandrije. Uz potporu nekih biskupa, papa Ivan VII. je tri godine mijenjao papu Gabriel III. koji je izvorno bio jedan od kandidata za Papu. Papa Ivan VII. Je obnovio svoj pontifikat nakon smrti pape Gabrijela III. Ovo je jedina prigoda u povijesti da Koptska pravoslavna Crkva istodobno ima dvojicu papa. |
| 47.        | Teodozije II.  | Abdelmasih • Αμπντελμασί • عبد المسيح (Bani-Khosaim,, Egipat)             | 1294. – 1300.               | koptski papa Aleksandrije |

## XIV. stoljeće
| Redni broj | Papa/Patrijarh | Ime prije početka pontifikata latinski • grčki • arapski (mjesto rođenja) | Vrijeme pontifikata | Bilješke |
| ---------- | -------------- | ------------------------------------------------------------------------- | ------------------- | --- |
| 48.        | Ivan VIII.     | Yoannis • Γιάννης • يوأنسر (Bani-Khosaim, Egipat)                         | 1300. – 1320.       | koptski papa Aleksandrije. Tijekom svoga pontifikata, mamlučki sultan, Al-Nasir Muhammad ibn Kalavun. je progonio Kopte i odredio je da tko god ubije kršćanina, može imati svoje vlasništvo. |
| 49.        | Ivan IX.       | Yoannis • Γιάννης • يوأنسر (Shibin El Kom, Egipat)                        | 1320. – 1327.       | koptski papa Aleksandrije. 8. svibnja 1321. muslimani su uništili i spalili preko 60 koptskih crkava i samostana diljem Egipta. |
| 50.        | Benjamin II.   | Binyamin • Βενιαμίν • بنيامين (Dimikarat, Egipat)                         | 1327. – 1339.       | koptski papa Aleksandrije |
| 51.        | Petar V.       | Boutros Daoud • Μπούτρος Νταούντ • بطرس (Egipat)                          | 1340. – 1348.       | koptski papa Aleksandrije |
| 52.        | Marko IV.      | Farag Allah • Φάραγκ Αλλάχ • فرج الله (Aleksandrija, Egipat)              | 1348. – 1363.       | koptski papa Aleksandrije |
| 53.        | Ivan X.        | Youhanna • Ηγάννα • يوحن (Damask, Sirija)                                 | 1363. – 1369.       | koptski papa Aleksandrije. On je bio četvrti i posljednji Sirijac izabran za Koptskog papu Aleksandrije. Druga trojica papa izabrana među Sirijcima su papa Damijan, papa Simeon i papa Abraham. Tijekom svoga pontifikata Križari su u aleksandrijskom križarskom ratu (1362. – 1365.) nasumično proganjali koptske pravoslavne kršćane. |
| 54.        | Gabrijel IV.   | (Egipat)                                                                  | 1370. – 1378.       | koptski papa Aleksandrije. |
| 55.        | Matej          | Timoteos Aelurus / Matta • Μάτα • ماتا (Egipat)                           | 1378. – 1408.       | koptski papa Aleksandrije. Također poznat kao „El Meskin“ (Siromah), nadimak koji je dobio po svojim dobročinstvima za siromašne. |

## XV. stoljeće
| Redni broj | Papa/Patrijarh | Ime prije početka pontifikata latinski • grčki • arapski (mjesto rođenja) | Vrijeme pontifikata | Bilješke |
| ---------- | -------------- | ------------------------------------------------------------------------- | ------------------- | --- |
| 56.        | Gabrijel V.    | (Giza, Egipat)                                                            | 1409. – 1427.       | koptski papa Aleksandrije |
| 57.        | Ivan XI.       | Farag • Φαραγκός • يوأنسر (El-Maksa, Kairo, Egipat)                       | 1427. – 1452.       | koptski papa Aleksandrije. 1441. godine etiopski car Zara Yaqob zaprijetio je Sultanu Sayf ad-Din Jaqmaqu iz Burdži dinastije, da će pregraditi tok Nila zbog uništavanja samostana i progona Kopta. Međutim, car se suzdržao od toga jer bi to izazvalo veliku patnju cijeloga stanovništva. |
| 58.        | Matej II.      | Sulayman • Σουλαυμάνου • متاؤس (Gornji Egipat)                            | 1452. – 1465.       | koptski papa Aleksandrije |
| 59.        | Gabrijel VI.   | (Egipat)                                                                  | 1466. – 1474.       | koptski papa Aleksandrije |
| 60.        | Mihovil VI.    | (Samalut, Egipat)                                                         | 1477. – 1478.       | koptski papa Aleksandrije |
| 61.        | Ivan XII.      | (Egipat)                                                                  | 1480. – 1483.       | koptski papa Aleksandrije |

## XVI. stoljeće
| Redni broj | Papa/Patrijarh | Ime prije početka pontifikata latinski • grčki • arapski (mjesto rođenja) | Vrijeme pontifikata | Bilješke                  |
| ---------- | -------------- | ------------------------------------------------------------------------- | ------------------- | ------------------------- |
| 62.        | Ivan XIII.     | (Sodfa, Egipat)                                                           | 1484. – 1524.       | koptski papa Aleksandrije |
| 63.        | Gabrijel VII.  | Roufail • Ρουφαίλος • غبريال (El-Qusiya, Egipat)                          | 1525. – 1568.       | koptski papa Aleksandrije |
| 64.        | Ivan XIV.      | (Manfault, Egipat)                                                        | 1571. – 1586.       | koptski papa Aleksandrije |
| 65.        | Gabrijel VIII. | Shenouda • Σενούδο • شنودة (Meir, Egipat)                                 | 1587. – 1603.       | koptski papa Aleksandrije |

## XVII. stoljeće
| Redni broj | Papa/Patrijarh | Ime prije početka pontifikata latinski • grčki • arapski (mjesto rođenja) | Vrijeme pontifikata | Bilješke |
| ---------- | -------------- | ------------------------------------------------------------------------- | ------------------- | --- |
| 66.        | Marko V.       | (Egipat)                                                                  | 1603. – 1619.       | koptski papa Aleksandrije. Arapski jezik postaje službeni jezik Egipta. Islamski vladari su zaprijetili da će odrezati jezik svakom Egipćaninu ako bude uhvaćen da govori koptskim jezikom. Unatoč progonima, koptske pape su zaslužne za očuvanje koptskog jezika. |
| 67.        | Ivan XV.       | (Mallawi, Egipat)                                                         | 1619. – 1629.       | koptski papa Aleksandrije. Pokopan je u samostanu sv. Anba Biših u El-Bajadiji, Egipat. |
| 68.        | Matej III.     | Tadros • Τάδρος • متاؤس (Toukh El-Nasarah, Egipat)                        | 1631. – 1646.       | koptski papa Aleksandrije. |
| 69.        | Marko VI.      | Tadros • Τάδρος • متاؤس (Bahgourah, Egipat)                               | 1646. – 1656.       | koptski papa Aleksandrije. |
| 70.        | Matej IV.      | Guirguis • Γκιργκούσου • متاؤس (Meir, Egipat)                             | 1660. – 1675.       | koptski papa Aleksandrije |
| 71.        | Ivan XVI.      | Ibrahim • Ιμπραήμ • إبراهيم (Toukh El-Nasarah, Egipat)                    | 1676. – 1718.       | koptski papa Aleksandrije |

## XVIII. stoljeće
| Redni broj | Papa/Patrijarh | Ime prije početka pontifikata latinski • grčki • arapski (mjesto rođenja) | Vrijeme pontifikata | Bilješke |
| ---------- | -------------- | ------------------------------------------------------------------------- | ------------------- | --- |
| 72.        | Petar VI.      | Morgan • بطرس (Asyut, Egipat)                                             | 1718. – 1726.       | koptski papa Aleksandrije. |
| 73.        | Ivan XVII.     | Abdelsayed • Αμπντούλ Σάιντ • عبد السيد (Mallawi, Egipat)                 | 1727. – 1745.       | koptski papa Aleksandrije |
| 74.        | Marko VII.     | Simeon • Συμεών • مرقس (Klosna, El Bahnasa, Egipat)                       | 1745. – 1769.       | koptski papa Aleksandrije. Tijekom svoga pontifikata, katolička je crkva pokušala preuzeti koptsku crkvu. Zaredili su redovnika iz Jeruzalema da budu katolički biskup u Egiptu, ali on nije mogao doći u Egipat pa je ostao u Jeruzalemu. Onda su zaredili Rafaela Al Tokija kao biskupa za Gornji Egipat, ali ni on nije mogao ostati tamo, pa ga je rimski papa pozvao u Rim kako bi ostao tamo. Papa Marko VII. je napisao mnogo knjiga o koptskoj crkvi. |
| 75.        | Ivan XVIII.    | Yoannis • Γιάννης • يوأنسر (Shibin El Kom, Egipat)                        | 1769. – 1796.       | koptski papa Aleksandrije. Tijekom svoga pontifikata, rimski papa Pio VI. je poslao izaslanika papi Ivanu XVIII. iz Aleksandrije pozivajući ga na ujedinjenje aleksandrijske Crkve s Rimokatoličkom crkvom bazirano na principima Vijeca Kalcedona. Papa Ivan XVIII., zajedno s ostalim biskupima Egipta, jednoglasno su odbacili "Tom od Lava" (doslovno "knjiga od Lava", ustvari se odnosi na pismo koje je poslao papa Lav I. Flavijanu konstantinopolskom nešto prije kalcedonskog sabora) i nastavili su braniti svoje vjerovanje u "Jednu prirodu - otjelovljenu Riječ" pravog Čovjeka i pravog Božanstva. Poznati učenjak i teolog Josip el-Abah, biskup od Girge, odgovorio je na tu poruku pape Pija VI. i odbacio principe sabora Kalcedona kojima je papa Lav I. propovijedao da Krist ima "dvije prirode". |

## XIX. stoljeće
| Redni broj | Papa/Patrijarh | Ime prije početka pontifikata latinski • grčki • arapski (mjesto rođenja) | Vrijeme pontifikata | Bilješke |
| ---------- | -------------- | ------------------------------------------------------------------------- | ------------------- | --- |
| 76.        | Marko VIII.    | Youhanna • Ηγάννα • يوحنا (Tima, Egipat)                                  | 1796. – 1809.       | koptski papa Aleksandrije. Tijekom svoga pontifikata, Francuzi su napali Egipat. Njegovo sjedište je 1800. godine iz Haret Al Rumu, prebačeno u Koptsku pravoslavnu katedralu sv. Marka, u Azbakeji.                          |
| 77.        | Petar VII.     | Mankarius • Μανκάρους • في هناء (Egipat)                                  | 1809. – 1852.       | koptski papa Aleksandrije. Ruski veleposlanik mu je ponudio zaštitu ruskog cara Nikole I., no patrijarh je zahvalio caru, rekavši kako mu nije potrebna bolja zaštita od one od Boga.                                         |
| 78.        | Ćiril IV.      | Daoud • Ντέιβιντ • داود (Savama, Egipat)                                  | 1853. – 1862.       | koptski papa Aleksandrije. Utemeljio je koptsku školu u Haret El-Sakkayeenu, kao i tiskaru gdje su tiskane mnoge crkvene knjige                                                                                               |
| 79.        | Demetrije II.  | Mikhail • Μιχαήλ • ميخائيل (Galda, Egipat)                                | 1862. – 1870.       | koptski papa Aleksandrije. |
| 80.        | Ćiril V.       | Youhanna • Ηγάννα • يوحنا (Tezment, Egipat)                               | 1874. – 1927.       | koptski papa Aleksandrije. Najdugovječniji papa u povijesti Koptske pravoslavne Crkve. 1908. godine Marcus Simaika Paša je dobio odobrenje pape za izgradnju koptskog muzeja koji je svečano otvoren 14. ožujka 1910. godine. |

## XX. stoljeće
| Redni broj | Papa/Patrijarh | Ime prije početka pontifikata latinski • grčki • arapski (mjesto rođenja) | Vrijeme pontifikata | Bilješke |
| ---------- | -------------- | ------------------------------------------------------------------------- | ------------------- | --- |
| 81.        | Ivan XIX.      | (Dair Tasa, Egipat)                                                       | 1928. – 1942.       | koptski papa Aleksandrije. Prvi biskup ili mitropolit koji je zaređen za Papu. |
| 82.        | Makarije III.  | (Giza, Egipat)                                                            | 1944. – 1945.       | koptski papa Aleksandrije. Zaređen za mitropolita kada su mu bile 24 godine. |
| 83.        | Josip II.      | (El-Maksa, Kairo, Egipat)                                                 | 1946. – 1956.       | koptski papa Aleksandrije. Osnivanje Visokog instituta za koptske studije. |
| 84.        | Ćiril VI.      | Azer Youssef Atta • Ήρθε ο Ιωσήφ • عازر يوسف عطا (Damanhur, Egipat)       | 1959. – 1971.       | koptski papa Aleksandrije. Papa Ćiril VI (također poznat na arapskom jeziku kao "čovjek molitve") davao je skromnu, javnu sliku koptske crkve. Jedan od novijih papa koji su se uključili u politiku, papa Ćiril VI imao je dobre odnose s egipatskim predsjednikom Gamalom Abdelom Nasserom. U desetoj godini svojeg papinstva, 1968. godine, sveta crkva slavi otvaranje nove katedrale sv. Marka u Dair El-Anba Rowais, poznatoj i kao Dair El-Khandaq. Za tu prigodu i za povratak relikvija sv. Marka apostola iz Rima, nakon što je u gradu Veneciji u Italiji već jedanaest stoljeća, organizirano je veliko vjersko slavlje. Na proslavu je vodio papa Kyrillos VI., a prisustvovali su predsjednik Arapske Republike Egipat, Gamal Abdel Naser car Haile Selassie I., car Etiopije, te mnogi čelnici različitih religija i predstavnici crkava iz svih zemalja svijeta. Među vjerskim vođama je bio i Mar Ignacije Jakov III.,(1913. – 1980.) patrijarh sirijske pravoslavne Crkve iz Antiohije. Još i danas je vrlo cijenjen i radi svojih čudesnih djela, osobito prema učenicima u potrebi. |
| 85.        | Šenuda III.    | Nazeer Gayed Roufail • Νάζιρ Ραφαέλ • نظير جيد روفيل (Abnub, Egipat)      | 1971. – 2012.       | koptski papa Aleksandrije. Bio je prvi papa koji je posjetio biskupe Rima i Carigrada od 451. godine. Najznačajnije je, da je za vrijeme njegovog pontifikata došlo do brzog odaziva koptske dijaspore po cijelom svijetu, uključujući otvaranje stotina crkava u Sjedinjenim Državama, Australiji, Kanadi, Švicarskoj te nekoliko drugih zemalja. Papa Šenuda III. je imao najveći utjecaj na kanon koptske crkve, modernizirajući nekoliko propisa koji su trebali odgovarati, ne samo potrebama koptskog naroda, nego i ukupnoj tradiciji Crkve. On je formalno poznat kao "čovjek svećeničke službe". |

## XXI. stoljeće
| Redni broj | Papa/Patrijarh | Ime prije početka pontifikata latinski • grčki • arapski (mjesto rođenja) | Vrijeme pontifikata       | Bilješke |
| ---------- | -------------- | ------------------------------------------------------------------------- | ------------------------- | --- |
| 86.        | Teodor II.     | Wagih Subhi Baqi Sulayman • وجيه صبحي باقي سليمان (Samalut, Egipat)       | 2012. - ožujak 2018. god. | koptski papa Aleksandrije. U kolovozu 2013. Crkve i samostani u Gornjem Egiptu (izgrađeni u 4. i 5. stoljeću) bili su prisiljeni otkazati nedjeljnu misu po prvi put u 1600 godina službovanja zbog intenzivnog progona koji je vodilo Muslimansko bratstvo. |